# 波瓜內萊
波瓜內萊是羅馬尼亞的城鎮，位於該國西北部，距離首府布澤烏28公里，由布澤烏縣負責管轄，面積123.67平方公里，海拔高度66米，2009年人口7,629，大多數居民信奉東正教。